# Robert van der Horst
 (décembre 2015).
Si vous disposez d'ouvrages ou d'articles de référence ou si vous connaissez des sites web de qualité traitant du thème abordé ici, merci de compléter l'article en donnant les références utiles à sa vérifiabilité et en les liant à la section « Notes et références ».
Robert van der Horst (né le 17 octobre 1984 à Eindhoven) est un joueur de hockey sur gazon néerlandais.
Il a remporté le prix de meilleur jeune joueur en 2005.